# Teratophthalma monochroma
Teratophthalma monochroma är en fjärilsart som beskrevs av Hans Ferdinand Emil Julius Stichel 1910. Teratophthalma monochroma ingår i släktet Teratophthalma och familjen Riodinidae. Inga underarter finns listade i Catalogue of Life.